# Яцун Олександр Васильович
Олекса́ндр Васи́льович Яцу́н (20 травня 1978, Біла Церква, Київська область, Українська РСР — 19 квітня 2015, Костянтинівка, Донецька область, Україна) — солдат Збройних сил України, учасник війни на сході України, навідник (90-й окремий аеромобільний батальйон, 81-ша окрема аеромобільна бригада), позивний «Шаман».
Загинув під час мінометного обстрілу.
По смерті залишилися мати, дружина та двоє дітей.
Похований у селі Пустоварівка, Сквирський район, Київська область.

## Нагороди
Указом Президента України № 567/2016 від 21 грудня 2016 року «за особисту мужність і самовідданість, виявлені у захисті державного суверенітету та територіальної цілісності України, вірність військовій присязі» нагороджений орденом «За мужність» III ступеня (посмертно).